# 5 West 54th Street
5 West 54th Street (también el Dr. Moses Allen Starr Residence) es un edificio comercial en el Midtown Manhattan de Nueva York (Estados Unidos). Está situado en la acera norte de la calle 54 entre la Quinta Avenida y la Sexta Avenida. El edificio de cuatro pisos fue diseñado por R. H. Robertson en el estilo neorrenacentista italiano y fue construido entre 1897 y 1899 como una residencia privada. Es la más oriental de cinco casas adosadas consecutivas erigidas a lo largo de la misma manzana durante la década de 1890, las otras están en el 7, el 11 y el 13 y 15 West 54th Street. El primer piso está revestido con bloques rústicos de piedra caliza, mientras que los otros pisos contienen ladrillos de color beige con adornos de piedra caliza.
La casa fue encargada por el neurólogo Moses Allen Starr, quien vivió allí hasta su muerte en 1932. Su viuda Alice habitó allí hasta que murió en 1942. Al año siguiente, Robert Lehman compró la residencia y se la prestó a Freedom House. La casa fue utilizada como refugio de veteranos después de la Segunda Guerra Mundial. Fue utilizado como las oficinas de Faberge Inc. de 1948 a 1970 y por John S. Lastis Inc. después de 1974. La Comisión de Preservación de Monumentos Históricos de la Ciudad de Nueva York la como un lugar emblemático oficial en 1981, y se agregó al Registro Nacional de Lugares Históricos en 1990 como parte del distrito histórico 5-15 West 54th Street Residences. A 2018, contiene una boutique, The Curated NYC, operada por Christian Siriano.

## Sitio
5 West 54th Street se encuentra en Midtown Manhattan. Está a lo largo de la acera norte de la calle 54 entre la Quinta Avenida y la Sexta Avenida. El terreno es rectangular y cubre 233 m², con un frente de 7,6 m en la calle 54 y una profundidad de 30,6 m. El edificio es el más oriental de cinco casas adosadas consecutivas erigidas a lo largo de la misma manzana; de este a oeste, las otras coresponden a las direcciones 7, 11 y 13 y 15 West 54th Street . Las cinco casas colindan con los Rockefeller Apartments al oeste, los hoteles The Peninsula New York y St. Regis New York al noreste, el University Club of New York y 689 Fifth Avenue al este, la Casa William H. Moore y la iglesia de Santo Tomás al sureste y el Museo de Arte Moderno al sur.
La Quinta Avenida entre la Calle 42 y Central Park South (59th Street) estuvo relativamente subdesarrollada hasta finales del siglo XIX. El área circundante fue una vez parte de las tierras comunes de Nueva York. El Plan de los Comisionados de 1811 estableció la cuadrícula de calles de Manhattan con lotes de 30,5 m de profundidad y 7,6 m de ancho. Se construyeron residencias de lujo alrededor de la Quinta Avenida después de la Guerra de Secesión. El tramo de dos cuadras de West y East 54th Street desde Madison Avenue hasta la Sexta Avenida, dividido en dos por la Quinta, se desarrolló con las casas de figuras prominentes como William Henry Moore, John R. Platt y John D. Rockefeller Sr. Los sitios de las cinco casas en 5-15 West 54th Street, junto con el University Club, fueron ocupados anteriormente por St. Luke's Hospital, que se mudó durante 1896.

## Diseño
Las casas en 5-15 West 54th Street, construidas a fines de la década de 1890 para clientes adinerados, fueron diseñadas como una agrupación cohesionada, a diferencia de otras residencias en el vecindario. Según The New York Times, estas forman la única "franja real de mansiones" que queda en Midtown Manhattan. Las casas en 5, 7, 9-11 y 13 y 15 West 54th Street tenían arquitectos diferentes. 5 West 54th Street fue diseñado por Robert Henderson Robertson en estilo neorrenacentista italiano. Russell Sturgis, escribiendo para Architectural Record en 1900, describió la casa con un "frente marcadamente simple", considerando que el cartucho de piedra entre las ventanas del segundo piso no tenía "sentido" incluso cuando servía para centrar la fachada.

### Fachada
El edificio tiene cuatro pisos y medio de altura, y tres tramos de ancho. A lo largo de la fachada de la calle, se ubica detrás de una barandilla de hierro y un pequeño patio de hormigón. El sótano y el primer piso están revestidos con bloques rústicos de piedra caliza. Desde el nivel del suelo, una escalera baja conduce a la entrada del primer piso, en el lado izquierdo (oeste) de la fachada. La entrada consta de pilastras estriadas diseñadas en estilo jónico, rematadas por capiteles de estilo Scamozzi. El portal está compuesto por puertas de doble vidrio y está rematado por un entablamento con modillones y una cornisa saliente. En el centro del entablamento y el arquitrabe, hay gotas. Dos ventanas están en el lado derecho de la fachada del primer piso y tienen una piedra angular flanqueada por bloques de dovela rústica.
Los otros pisos están revestidos con ladrillos de color beige con adornos de piedra caliza. El segundo piso se trata como un piano nobile, con dos ventanas que contienen grandes entablamentos y pilastras jónicas, así como paneles tallados debajo de cada ventana. A diferencia del primer piso, las pilastras del segundo piso no están estriadas. También hay una cartela de piedra decorativa entre las dos ventanas del segundo piso. El tercer piso tiene tres ventanas con alféizares sostenidos por ménsulas. Entre el tercer y cuarto piso un marcapiano corre horizontalmente a través de la fachada. El cuarto piso también tiene tres ventanas, pero estas tienen piedras angulares y un dintel continuo encima de ellas. Una cornisa con modillones corre sobre el cuarto piso. El edificio está coronado por un techo abuhardillado con balaustrada de piedra. Tres buhardillas se proyectan desde el techo; cada uno está coronado por frontones rotos de arcos segmentarios que contienen urnas en sus centros. El exterior original de la casa está casi intacto con excepción de una barrera de metal y vidrio en el techo y las rejillas de ventilación del aire acondicionado en el tercer piso.

### Interior
La casa tiene un área bruta de piso de 881 m² según el Departamento de Planificación Urbana de Nueva York. Los listados de bienes raíces muestran que hay un subsótano, un vestíbulo, cinco pisos sobre el suelo y una terraza en el techo, con un total de 1390 m² de espacio utilizable. Todos ellos están conectados por una escalera de caracol y un ascensor que conecta todos los niveles.
En la década de 1990, cuando la casa servía como tienda Harrison James, tenía un ascensor privado, una escalera de caracol y catorce chimeneas. La tienda de Harrison James tenía un área de recepción dentro de la entrada y un bar y un salón en el segundo piso. También había un bar en la azotea. A 2018 , alberga The Curated NYC, una boutique operada por el diseñador de moda Christian Siriano, así como su taller y oficinas. Los medios de comunicación en ese momento describieron que el edificio tenía ocho pisos, incluido el vestíbulo, el subsótano y la cubierta del techo. El espacio también incluye una cafetería llamada Joye & Rose y un restaurante vegano llamado Rose Café.

## Historia

### Residencia

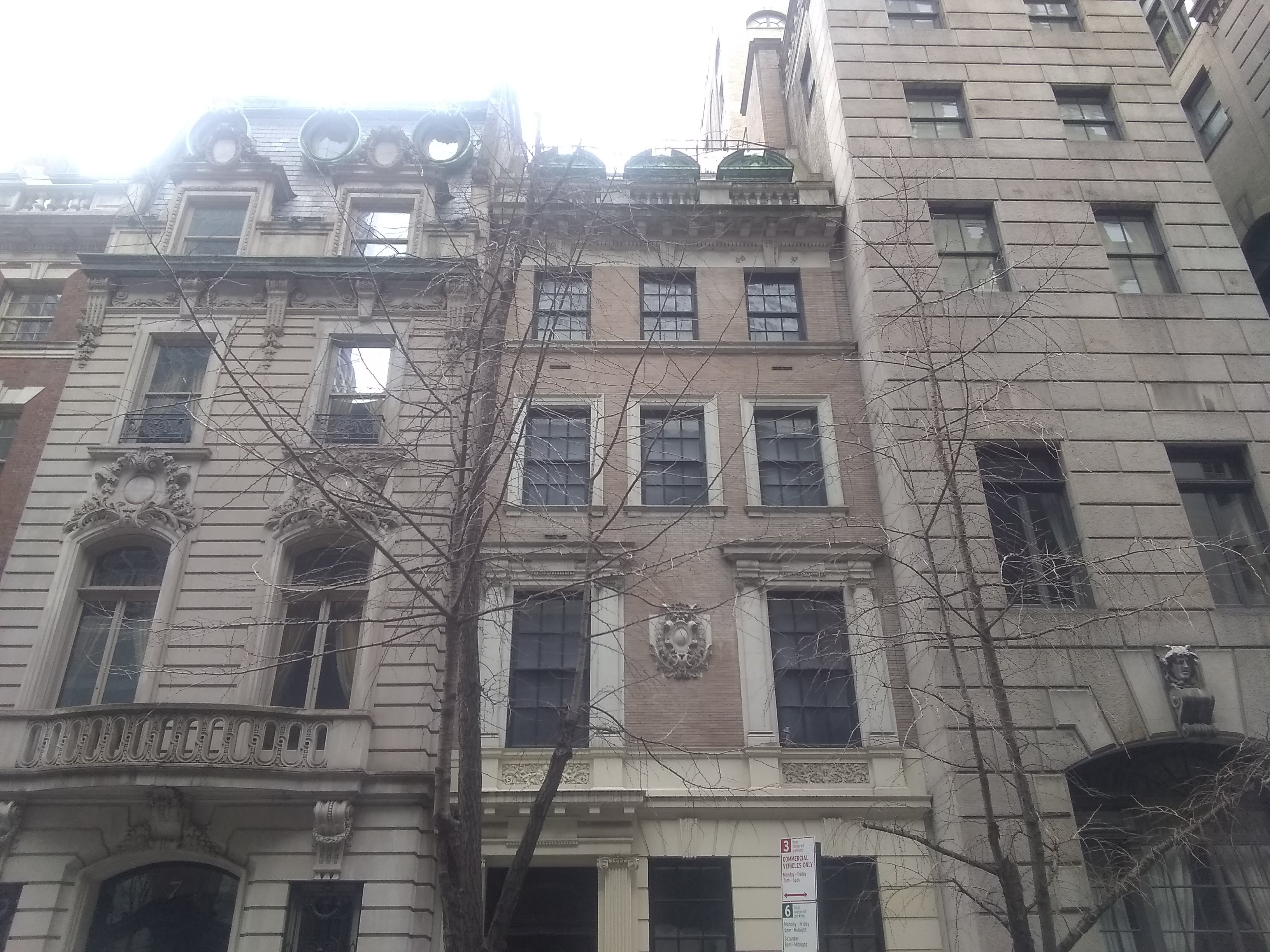
La casa vista en marzo de 2021, con el 7 West 54th Street a la izquierda y University Club of New York a la derecha

En 1896, con la reubicación del St. Luke's Hospital de Midtown a Morningside Heights, el antiguo sitio del hospital en el lado norte de la calle 54 al oeste de la Quinta Avenida quedó disponible para el desarrollo. El Club Universitario, cuya construcción se inició el mismo año, fue la primera estructura que se construyó en el antiguo solar del hospital. En mayo de 1897, Moses Allen Starr adquirió un terreno en la calle 54 de unos 53 m en la Quinta Avenida. Starr era profesor de neurología en la Universidad de Columbia y uno de los neurólogos más destacados de Estados Unidos. El mismo mes, R. H. Robertson recibió el encargo de diseñar una casa en el sitio. Robertson presentó los planos de la casa al Departamento de Edificios de Nueva York en julio de 1897, y se proyectó que costaría 60 000 dólares.
La casa se completó en 1899. Inicialmente fue ocupada por Starr, quien se casó con Alice Dunning en 1898. El vecindario circundante se convirtió rápidamente en una zona comercial después de la Primera Guerra Mundial, y muchas casas vecinas se convirtieron para uso comercial, pero la familia Starr retuvo la casa. En 1918, Marc Eidlitz & Son fue contratado para realizar modificaciones en la casa, aunque los planes de reforma permanecieron privados. Entre los eventos celebrados en la casa se encontraba una recepción para debutantes en 1921, a la que asistió la propia hija de los Starr, Katherine, así como un comité a cargo de una actuación de Parsifal en 1929 Moses Allen Starr murió en Alemania en 1932. Alice Starr continuó viviendo en la casa durante una década después de la muerte de su esposo. Alice murió en diciembre de 1942 en su finca en Mount Kisco.

### Uso posterior
La propiedad de Alice Starr vendió la casa en septiembre de 1943 a Robert Lehman, cuyo padre, Philip Lehman, vivía en el vecino 7 West 54th Street. Lehman prestó la casa a la organización Freedom House, que se mudó al edificio en enero de 1944. Ese agosto, Americans United for World Organization también se fundó en la antigua residencia Starr. Freedom House adquirió otro edificio en 20 West 40th Street el próximo año. Luego sirvió como casa de reposo utilizada por los veteranos de la Segunda Guerra Mundial. La casa también se usó para la sede de Victory Clothing Collection en 1946. La empresa de moda Fabergé adquirió la casa de Robert Lehman en 1948. Al año siguiente, Katz Waisman Blumenkranz Stein & Weber fue contratada para convertir la casa en oficinas por 50 000 dólares.
Fabergé ocupó la casa hasta 1970, y fue vendida a John S. Lastis Inc. en 1974. Mientras tanto, se utilizó para la presentación del Straw Hat Award de 1971, un premio a las producciones teatrales de verano en los Estados Unidos. La Comisión de Preservación de Monumentos de Nueva York designó las cinco casas en 5-15 West 54th Street como monumentos de la ciudad, incluida la residencia Goodwin, el 3 de febrero de 1981. El Comité para la Preservación de las Calles West 54th y West 55th había impulsado la designación de hito. En ese momento, las cinco casas se encontraban en varios estados de conservación: la casa doble en 9-11 West 54th Street estaba siendo restaurada, pero las casas gemelas en 13 y 15 West 54th Street habían sido propuestas para demolición. El 4 de enero de 1990, el edificio se agregó al Registro Nacional de Lugares Históricos como parte de las Residencias en el distrito histórico 5-15 West 54th Street.
En algún momento a finales del siglo XX, el edificio sirvió como sede de una compañía naviera griega, y fue conocido como Petrola House. En 1996, Alan Katzman arrendó la casa por 20 años y la convirtió en un espacio comercial para su empresa, la tienda de ropa masculina Harrison James. El mismo año, el restaurante de alta cocina Maximilian arrendó el invernadero de la azotea. Los operadores del restaurante también abrieron el bar y el salón del segundo piso, así como espacios para comer privados. La tienda de Harrison James también contaba con una barbería. The Research Board, un grupo de expertos, ocupó el edificio a principios del siglo XXI. La boutique The Curated NYC de Christian Siriano abrió una tienda en abril de 2018. El espacio habì estado desocupada durante diez años antes de que fuera renovada para la boutique.